# Gary Sadler
Gary Sadler (* 28. Mai 1962 in Kingswinford) ist ein ehemaliger britischer Radrennfahrer und nationaler Meister im Radsport.

## Sportliche Laufbahn
Sadler war im Bahnradsport und Straßenradsport aktiv. 1980 gewann er bei den UCI-Bahn-Weltmeisterschaften der Junioren die Bronzemedaille in der Mannschaftsverfolgung. 1980 und 1982 wurde er Titelträger im 1000-Meter-Zeitfahren, 1980 im Mannschaftszeitfahren und im Punktefahren. 
Sadler vertrat England 1982 im Zeitfahren und in der Mannschaftsverfolgung bei den Commonwealth Games. Mit Darryl Webster, Shaun Wallace, Tony Mayer und Paul Curran gewann er die Bronzemedaille in der Mannschaftsverfolgung. Vize-Meister wurde er 1980 im Sprint (hinter Terrence Tinsley) und auf dem Tandem (mit Brad Thurrell), in der Mannschaftsverfolgung 1982, im Zeitfahren und in der Mannschaftsverfolgung 1983. Dritter der Bahnmeisterschaften wurde er 1981 im Punktefahren. 
1980 gewann er mit der White Hope Trophy das wichtigste Sprintturnier für Nachwuchsfahrer in Großbritannien das Rennen The Golden Wheel, ein traditionsreiches internationales Bahnrennen in London. 1981 siegte er mit dem britischen Team bei den New Zealand Summer Games in der Mannschaftsverfolgung. Im Grand Prix of London 1980 wurde er hinter Lau Veldt Zweiter. Mehrfach startete er bei den UCI-Bahn-Weltmeisterschaften.
Von 1985 bis 1988 war er Berufsfahrer, er begann im Radsportteam Ever-Ready.
Im Straßenradsport holte er 1981 den Gesamtsieg in der Tour of Norfolk mit zwei Etappensiegen. Im Etappenrennen Etoile de Sud gewann er 1982 einen Tagesabschnitt.

## Berufliches
Nach seiner aktiven Karriere wurde er Trainer und Sportlicher Leiter im Radsport.